# Honda Grand Prix of Monterey 1999
Honda Grand Prix of Monterey 1999 var ett race som var den sjuttonde deltävlingen i CART World Series 1999. 
Tävlingen kördes den 12 september på Laguna Seca Raceway. CART skakades av Gonzalo Rodríguez dödsolycka vid kvalkörningen, då han förlorade bromsverkan på väg in i The Corkscrew, kraschade våldsamt, och flög över muren. Han avled ögonblickligen bilen slog ned i berget bakom. Rodríguez var 27 år gammal. 
I skuggan av tragedin vann Bryan Herta sin andra raka seger på banan. Ingen av mästerskapskandidaterna Juan Pablo Montoya och Dario Franchitti slutade bland de sex bästa, vilket ändå näst intill matematiskt säkrade att bara dessa två hade titeln inom räckhåll.

## Slutresultat
| Plats | Förare              | Team                    | Grid | Kvaltid  |
| ----- | ------------------- | ----------------------- | ---- | -------- |
| 1     | Bryan Herta         | Team Rahal              | 1    | 1.08,338 |
| 2     | Roberto Moreno      | Newman/Haas Racing      | 14   | 1.09,465 |
| 3     | Max Papis           | Team Rahal              | 3    | 1.08,914 |
| 4     | Paul Tracy          | Team KOOL Green         | 11   | 1.09,367 |
| 5     | Adrián Fernández    | Patrick Racing          | 7    | 1.09,193 |
| 6     | Gil de Ferran       | Walker Racing           | 9    | 1.09,311 |
| 7     | Scott Pruett        | Patrick Racing          | 8    | 1.09,298 |
| 8     | Juan Pablo Montoya  | Chip Ganassi Racing     | 16   | 1.09,515 |
| 9     | Patrick Carpentier  | Forsythe Racing         | 15   | 1.09,472 |
| 10    | Michael Andretti    | Newman/Haas Racing      | 5    | 1.09,114 |
| 11    | Maurício Gugelmin   | PacWest Racing          | 6    | 1.09,134 |
| 12    | Mark Blundell       | PacWest Racing          | 20   | 1.10,062 |
| 13    | Memo Gidley         | Payton/Coyne Racing     | 22   | 1.10,376 |
| 14    | Naoki Hattori       | Walker Racing           | 26   | 1.10,705 |
| 15    | Luiz Garcia Jr.     | Hogan Racing            | 25   | 1.10,691 |
| 16    | Richie Hearn        | Della Penna Motorsports | 27   | 1.10,990 |
| 17    | Jan Magnussen       | Walker Racing           | 23   | 1.10,395 |
| 18    | Jimmy Vasser        | Chip Ganassi Racing     | 13   | 1.09,461 |
| 19    | Robby Gordon        | Team Gordon             | 18   | 1.09,712 |
| 20    | Michel Jourdain Jr. | Payton/Coyne Racing     | 19   | 1.10,057 |
| 21    | Tony Kanaan         | Forsythe Racing         | 2    | 1.08,738 |
| 22    | Cristiano da Matta  | Arciero-Wells Racing    | 17   | 1.09,671 |
| 23    | Greg Moore          | Forsythe Racing         | 4    | 1.09,050 |
| 24    | Andrea Montermini   | All American Racing     | 21   | 1.10,315 |
| 25    | Dario Franchitti    | Team KOOL Green         | 12   | 1.09,442 |
| 26    | Hélio Castroneves   | Hogan Racing            | 10   | 1.09,357 |